# Friedensbrücke (Neinstedt)
Die Friedensbrücke ist eine denkmalgeschützte Straßenbrücke bei Neinstedt im Landkreis Harz in Sachsen-Anhalt.

## Architektur und Geschichte
Vor dem Bau der Brücke gab es zwischen Neinstedt und Weddersleben nur eine Furt, die die Durchquerung der Bode erlaubte. Eine Querung war bei Hochwasser nicht möglich. Da die Nutzung der Furt oft zu Streit zwischen den Orten führte, beschlossen sie als Zeichen des Friedens den gemeinsamen Bau einer Brücke, die den Namen Friedensbrücke erhalten sollte. Die errichtete Brücke war eine einfache Laufbrücke, Gespanne mussten weiter durch die Furt.
Als Neinstedt 1862 mit dem Bau der Bahnstrecke Halberstadt–Thale einen Bahnanschluss erhielt, fühlten sich die Bürger aus Wedderstedt benachteiligt, weil es für sie keine richtige Brücke zum Bahnhof Neinstedt gab. Daraufhin wurde eine Stahlträgerbrücke über die Bode gebaut, die auch mit Fuhrwerken befahren werden konnte. Die genietete Fachwerkkonstruktion mit Parabelträgern und 32 Metern Stützweite wurde im Jahr 1884 eingeweiht und für den Verkehr freigegeben, es herrschte wieder Frieden zwischen den Ortschaften. Der Belag der Fahrbahn bestand aus Pflastersteinen.
Seit den 1990er Jahren war die Brücke nur noch eingeschränkt nutzbar und wurde letztlich im Jahr 2008 mit dem Bau der Ortsumgehung für Neinstedt und der Eröffnung der neuen Bodebrücke komplett gesperrt. Die geplante Sanierung und Nutzung als Fußgänger- und Fahrradbrücke wurde wegen zu hoher Kosten verworfen. Ein Antrag zum Abriss der Brücke aus dem Jahr 2009 wurde im Jahr 2012 durch die Obere Denkmalschutzbehörde mit der Begründung „Der Überweg ist eine der frühesten genieteten Fachwerkträgerbrücken in Sachsen-Anhalt“ abgelehnt. Im Jahr 2009 gründete sich die Interessengruppe Erhalt der Friedensbrücke, die sich für die Sanierung und Nutzung der Brücke einsetzt, die sich im Besitz des Landkreises Harz befindet. Zusammen mit dem Landrat Martin Skiebe und dem Bürgermeister der Stadt Thale Thomas Balcerowski wurden mehrfach Fördergelder beantragt, die jedoch nicht genehmigt wurden.
Der Straßenbelag und der Fußweg auf der Brücke wurden im Jahr 2015 entfernt. Seitdem bestand das Bauwerk nur noch aus der Stahlkonstruktion.
Im Jahr 2022 hatte sich der Förderverein für die Friedensbrücke Neinstedt-Weddersleben 1884 gegründet, der sich zusammen mit der Interessengruppe „Erhalt der Friedensbrücke“ für die Sanierung der Brücke einsetzt. Im November 2023 begann die Sanierung der Brücke. Sie wurde am 19. Dezember 2023 mit finanziellen Landesmitteln des Denkmalschutzes zunächst mit einem Kran von den Brückenlagern auf ein benachbartes Grundstück umgesetzt und soll dort unter einem Zelt mit Sand abgestrahlt werden. Das Umsetzen wurde von einem Brückenfest des Vereins begleitet, das schon einmal im Jahr 2014 stattfand. Die weitere Sanierung ist noch nicht beschlossen. Im Jahr 2014 wurden die Sanierungskosten auf ungefähr 200.000 Euro geschätzt.
Mit der ID 09445236 ist die Brücke im Denkmalverzeichnis eingetragen.